# Ioan al III-lea de Amalfi
Ioan al III-lea a fost duce de Amalfi, vreme de o scurtă perioadă (luna noiembrie) în anul 1073, ca urmare a dreptului de succesiune ulterior morții tatălui său, Sergiu al III-lea.
Atunci când tatăl său a murit, Ioan era încă minor. Populația din Amalfi, care avea nevoie de un conducător care să îi poată apăra, l-a depus imediat pe Ioan și l-a exilat. În cele din urmă, în lipsa unui conducător puternic, Republica Amalfi s-a predat normanzilor conduși de Robert Guiscard.